# Маркус Беєр
Маркус Беєр (нім. Markus Beyer; 28 квітня 1971, Ерлабрунн — † 3 грудня 2018, Берлін) — німецький професійний боксер, триразовий чемпіон світу за версією WBC (1999—2000, 2003—2004, 2004—2006) в другій середній вазі, призер чемпіонатів світу та Європи.

## Аматорська кар'єра
Маркус Беєр народився в НДР і 1988 року став чемпіоном НДР.
На Олімпіаді 1992 в складі збірної Німеччини в категорії до 71 кг переміг Сіліло Фігота (Нова Зеландія) — 16-2, в 1/8 фіналу програв Хуану Карлос Лемус (Куба) — RSCH-1.
1993 року став чемпіоном Німеччини. На чемпіонаті світу 1993 програв в першому бою Франциску Ваштаг (Румунія) — 3-13.
На чемпіонаті світу 1995 Беєр здобув три перемоги, а в півфіналі програв Франциску Ваштаг — 4-8.
На чемпіонаті Європи 1996 переміг чотирьох суперників, в тому числі в півфіналі Дьйордя Міжеї (Угорщина) — 12-4, а в фіналі програв Франциску Ваштаг — 4-14.
На Олімпіаді 1996 переміг Франциска Ваштаг — 17-12 та Дьйордя Міжеї — 14-6, а в чвертьфіналі програв Єрмахану Ібраїмову (Казахстан) — 9-19.

## Професіональна кар'єра
Після Олімпіади 1996 Беєр дебютував на професійному рингу.
23 жовтня 1999 року в бою проти британського чемпіона Річі Вудголла одностайним рішенням суддів завоював титул чемпіона світу за версією WBC в другій середній вазі. Провів один вдалий захист, а 6 травня 2000 року втратив титул після технічного нокауту в бою проти британця Гленна Кетлі.
5 квітня 2003 року Беєр зустрівся в бою з чемпіоном світу WBC Еріком Лукасом (Канада), що відібрав титул чемпіона у Річі Вудголла. Поєдинок завершився перемогою Беєра розділеним рішенням.
Він провів два вдалих захиста титулу проти до того непереможного австралійця Денні Гріна та Андре Тіссе (ПАР), а 5 червня 2004 року програв розділеним рішенням італійцю Крістіану Санавія. В реванші 9 жовтня 2004 року Беєр нокаутував Санавію, повернувши собі титул чемпіона світу, після чого провів п'ять вдалих захистів, в тому числі вдруге проти Денні Гріна.
14 жовтня 2006 року відбувся об'єднавчий бій чемпіона WBC Маркуса Беєра проти непереможного чемпіона WBA (Super) Міккеля Кесслер (Данія). Поєдинок закінчився нокаутом Беєра в третьому раунді.